# Cricket Kenya
Cricket Kenya è la federazione nazionale del gioco del cricket del Kenya.

## Storia
Inizialmente il cricket in Kenya era organizzato dalla East African Cricket Conference fino a quando nel 1982 è stata fondata la Kenya Cricket Association. Nel 2005 la federazione è stata completamente rifondata con l'attuale nome.